# Henryk Kierzkowski
Henryk Kierzkowski ps. „Raban” (ur. 15 stycznia 1919 w Zalesiu k. Krasnego, zm. 24 grudnia 1944 w Zalesiu) – szef Kedywu powiatu przasnyskiego. 
Był synem Franciszka, rolnika użytkującego 16 ha. W czasie okupacji hitlerowskiej pracował oficjalnie jako lakiernik w wielkim majątku będącym w posiadaniu Ericha Kocha. Dość wcześnie związał się z konspiracją (Związek Walki Zbrojnej). Po przeszkoleniu w Warszawie został wyznaczony do zorganizowania oddziału dywersji. 
W 1942 został szefem Kedywu powiatu przasnyskiego. Zastępczo dowodził oddziałem AK „Łowcy”. Dowodził oddziałem partyzanckim w bitwie pod Szlą 17 października 1944. Zginął w potyczce z żandarmami z Krasnego podczas przypadkowego spotkania w pobliżu swego domu rodzinnego w Zalesiu. Pochowany został na cmentarzu w Krasnem. 14 listopada 1999 w szkole w Krasnem odsłonięta została pamiątkowa tablica poświęcona Henrykowi Kierzkowskiemu.